# Mofreita
Mofreita is een plaats (freguesia) in de Portugese gemeente Vinhais en telt 44 inwoners (2001).